# Стрибки у воду на літніх Олімпійських іграх 1976
Змагання зі стрибків у воду на літніх Олімпійських іграх 1976 у Монреалі тривали з 19 до 27 липня в Олімпійському басейні. Розіграно 4 комплекти нагород. Змагалися 80 стрибунів і стрибунок у воду з 22-х країн.

## Медальний залік
Дисципліни названо згідно з позначеннями Міжнародного олімпійського комітету, але в офіційному звіті їх наведено, відповідно, як "стрибки у воду з трампліна" і "стрибки у воду з вишки".

### Чоловіки
| Дисципліна    | Золото              | Срібло                  | Бронза                   |
| ------------- | ------------------- | ----------------------- | ------------------------ |
| Трамплін, 3 м | Філ Боґґс (USA)     | Джорджо Каньйотто (ITA) | Олександр Косенков (URS) |
| Вишка, 10 м   | Клаус Дібіасі (ITA) | Грег Луганіс (USA)      | Володимир Алейник (URS)  |

### Жінки
| Дисципліна    | Золото                   | Срібло              | Бронза              |
| ------------- | ------------------------ | ------------------- | ------------------- |
| Трамплін, 3 м | Дженніфер Чандлер (USA)  | Хріста Келер (GDR)  | Сінтія Поттер (USA) |
| Вишка, 10 м   | Олена Вайцехівська (URS) | Ульріка Кнапе (SWE) | Дебора Вілсон (USA) |

## Таблиця медалей
| Місце               | Країна              | Золото | Срібло | Бронза | Загалом |
| ------------------- | ------------------- | ------ | ------ | ------ | ------- |
| 1                   | США (USA)           | 2      | 1      | 2      | 5       |
| 2                   | Італія (ITA)        | 1      | 1      | 0      | 2       |
| 3                   | СРСР (URS)          | 1      | 0      | 2      | 3       |
| 4                   | НДР (GDR)           | 0      | 1      | 0      | 1       |
| 4                   | Швеція (SWE)        | 0      | 1      | 0      | 1       |
| Загалом (5 збірних) | Загалом (5 збірних) | 4      | 4      | 4      | 12      |

## Країни-учасниці
Список країн, чиї спортсмени взяли участь в Іграх. У дужках - кількість учасників від кожної країни.
- Австралія  (4)
- Австрія  (3)
- Бразилія  (1)
- Канада  (9)
- Чехословаччина  (1)
- НДР  (7)
- Еквадор  (1)
- Франція  (2)
- Велика Британія  (4)
- Італія  (4)
- Японія  (3)
- Кувейт  (2)
- Мексика  (5)
- Нова Зеландія  (1)
- СРСР  (11)
- Іспанія  (3)
- Швеція  (3)
- Таїланд  (1)
- Туреччина  (1)
- США  (11)
- Венесуела  (1)
- ФРН  (4)